# Physica B
Physica B: Condensed Matter is een internationaal, aan collegiale toetsing onderworpen wetenschappelijk tijdschrift op het gebied van de vastestoffysica.
De naam wordt in literatuurverwijzingen meestal afgekort tot Phys. B Condens. Matter.
Het wordt uitgegeven door Elsevier namens de European Physical Society en verschijnt 24 keer per jaar.
Het eerste nummer verscheen in 1988.